# 梧桐
梧桐（学名：Firmiana simplex），又名青桐、桐麻，是锦葵科梧桐属的一种落叶乔木，它和同名为“桐”的油桐（大戟科）、泡桐（泡桐科）、法国梧桐（悬铃木科）没有亲缘关系。其种加词“simplex ”意为“简单、单一的”。

## 形态
梧桐树高大魁梧，树幹无节，向上直升。树皮平滑翠绿，树叶浓密，从干到枝，一片葱郁，显得清雅洁净，又稱“青桐”。“一株青玉立，千叶绿云委”，这两句诗，表達梧桐的碧葉青幹，桐荫婆娑的景趣。
梧桐是落叶乔木，高可达12米；它喜光，喜深厚湿润土壤。幼树皮绿色，平滑；叶子掌状3-7裂；夏季开淡黄绿色小花，圆锥花序；果实分为5个分果，分果成熟前分裂呈小艇状，种子生在其边缘。它喜光，喜深厚湿润土壤，生长快。

## 分布
原产于中国、日本和台灣，目前已经被引种到欧洲、美洲各地作为观赏树种。

### 物种入侵
梧桐在北美较温暖的地区属于入侵物种，其种子易于传播，尤其易于沿着水道传播，发芽后可在有利的环境下迅速生长，竞争性极强。

## 文化
梧桐是一种优美的观赏植物，由于其树干光滑，叶大优美，是一种著名的观赏树种。漢朝時已被植於皇家宮苑。点缀于庭园、宅前，也种植作行道树。叶掌状，裂缺如花。夏季开花，雌雄同株，花小，淡黄绿色，圆锥花序，盛开时显得鲜艳而明亮。民间传说，凤凰喜欢栖息在梧桐树上，李白也有“宁知鸾凤意，远托椅桐前”的诗句。实际上，这只是人们对美好生活的一种希望。 古书上说：梧桐能“知闰”、“知秋”。说它每条枝上，平年生12叶，一边有6叶，而在闰年则生13叶。这是偶然巧合演绎出来的，並非自然规律。至于“知秋”却是一种物候和规律，“梧桐一叶落，天下皆知秋”，司马光《梧桐》诗云：“初闻一叶落，知是九秋来。”既富科学，又有诗意。 诗人们观察到落叶的飘零景象，借景抒情，发出无穷的惋惜和感慨，来咏叹自己的身世。“花开残菊傍疏篱，叶下衰桐落寒井”，“梧桐叶落秋已深，冷月清光无限愁”。其实，落叶并非树木衰老的表现，而是树木适应环境，进入耐寒抗乾的休眠时，准备着新春的萌发。

## 用途
梧桐木材木质紧密，陈翥《桐谱》说：“桐之材，采伐不时而不蛀虫，渍湿所加而不腐败，风吹日晒而不折裂，雨溅污泥而不枯藓，干濡相兼而其质不变，楠虽寿而其永不敌，与夫上所贵者旧矣。”其纹理细腻，适合制造乐器，《诗经》提到：“树之榛栗，椅桐梓，爰伐琴瑟。”李贺《李凭箜篌引》中写也到“吴丝蜀桐张高秋”；许多传说中的古琴都是用梧桐木制造的，如東漢的焦尾琴，梧桐对于中国文化有重要的作用，傳說中的鳳凰“非梧桐不棲”，白居易《长恨歌》有“春风桃李花开日，秋雨梧桐叶落时”之句。温庭筠的词《更漏子》正是以梧桐寄語相思:“梧桐树，三更雨，不道离情正苦。一叶叶，一声声，空阶滴到明。”陆游《寄邓志宏》也有“自惭不是梧桐树，安得朝阳鸣凤来”之句。
梧桐其它用途很多，树皮可用于造纸和绳索，种子可以食用或榨油。因梧桐樹皮堅韌的特性，臺灣楠梓仙溪流域的大武壠族會將 2–3 年生的梧桐樹的樹皮取下，在河邊浸泡約一個月後，將去除腐爛樹皮後的纖維捻成繩索，可用在陷阱製作或其他固定用途，特別可用於製作山豬陷阱，其強韌的特性可防止山豬掙脫。
- 梧桐的果实
- 果实与种子标本
- 外观相似的泡桐種籽與梧桐型態不同容易辨認

## 延伸阅读
[在维基数据编辑]
 《植物名實圖考·梧桐》，出自吳其濬《植物名實圖考》